# Portret van Maximinus Thrax
Het Portret van Maximinus Thrax is een marmeren buste uit de collectie van de Capitolijnse Musea in Rome. Er zijn nog twee andere portretten van Maximinus van hetzelfde type bekend, één in de Ny Carlsberg Glyptotek in Kopenhagen en één in het Museo Nazionale Romano (Thermen van Diocletianus) in Rome. De versie in de Capitolijnse Musea is mede door restauraties het best bewaard gebleven.  

## Voorstelling
Nadat Maximinus werd getroffen door een damnatio memoriae, raakte dit portret, net als alle andere, ernstig beschadigd: een deel van de linkerwenkbrauw, de neus, de linkerhelft van de kin en beide oren zijn moderne restauraties. Daarnaast vertoont het hoofd diepe breuken. 
Maximinus was een ruwe Thracische soldaat, de eerste barbaar die de Romeinse keizerlijke troon besteeg. Het portret van deze keizer wordt gekenmerkt door de stevige plasticiteit die zich in het voorgaande decennium had verspreid, bijvoorbeeld in de portretten van Caracalla en Severus Alexander. Het gedrongen gezicht lijkt de provinciale afkomst van Maximinus te onderstrepen, met zijn vierkante kaak en prominente kin. Het korte, militaire kapsel omlijst zijn gezicht met kleine incisies die typerend zijn voor de portretten van die jaren. De baard op het gezicht en de hals is vrijwel onzichtbaar, gemaakt met korte oppervlakkige incisies. Het gelaat van de keizer wordt getekend door diepe expressieve rimpels. 
In het portret van de keizer lijkt een vluchtige uitdrukking te zijn vastgelegd die toch inzicht geeft in de psychologie van de keizer, net zoals in het portret van Caracalla. Het ruwe karakter van Maximinus, dat uit de bronnen naar voren komt, lijkt te worden onderstreept in het portret, waar elke poging tot verzachting van de gelaatstrekken ontbreekt.
Het feit dat Maximinus na zijn verkiezing tot keizer nooit een voet in Rome heeft gezet, zorgt voor complexe problemen met betrekking tot de relatie tussen de verschillende gevonden versies.

## Herkomst
Het portret van Maximus Thrax is afkomstig uit de verzameling van de familie Albani. De versie in Kopenhagen is afkomstig uit de Villa Ludovisi.

## Afbeeldingen

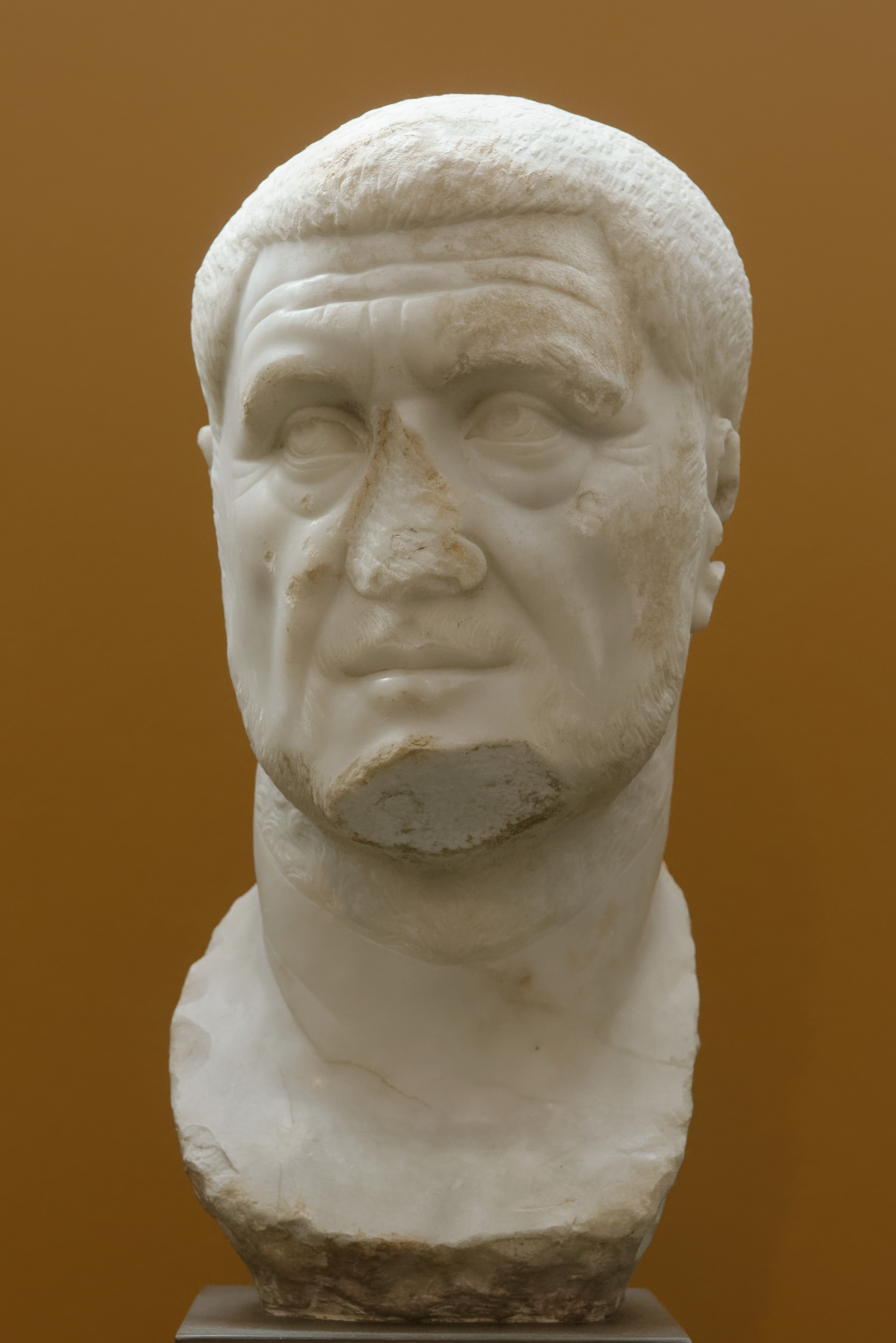
Versie in de Ny Carlsberg Glyptotek
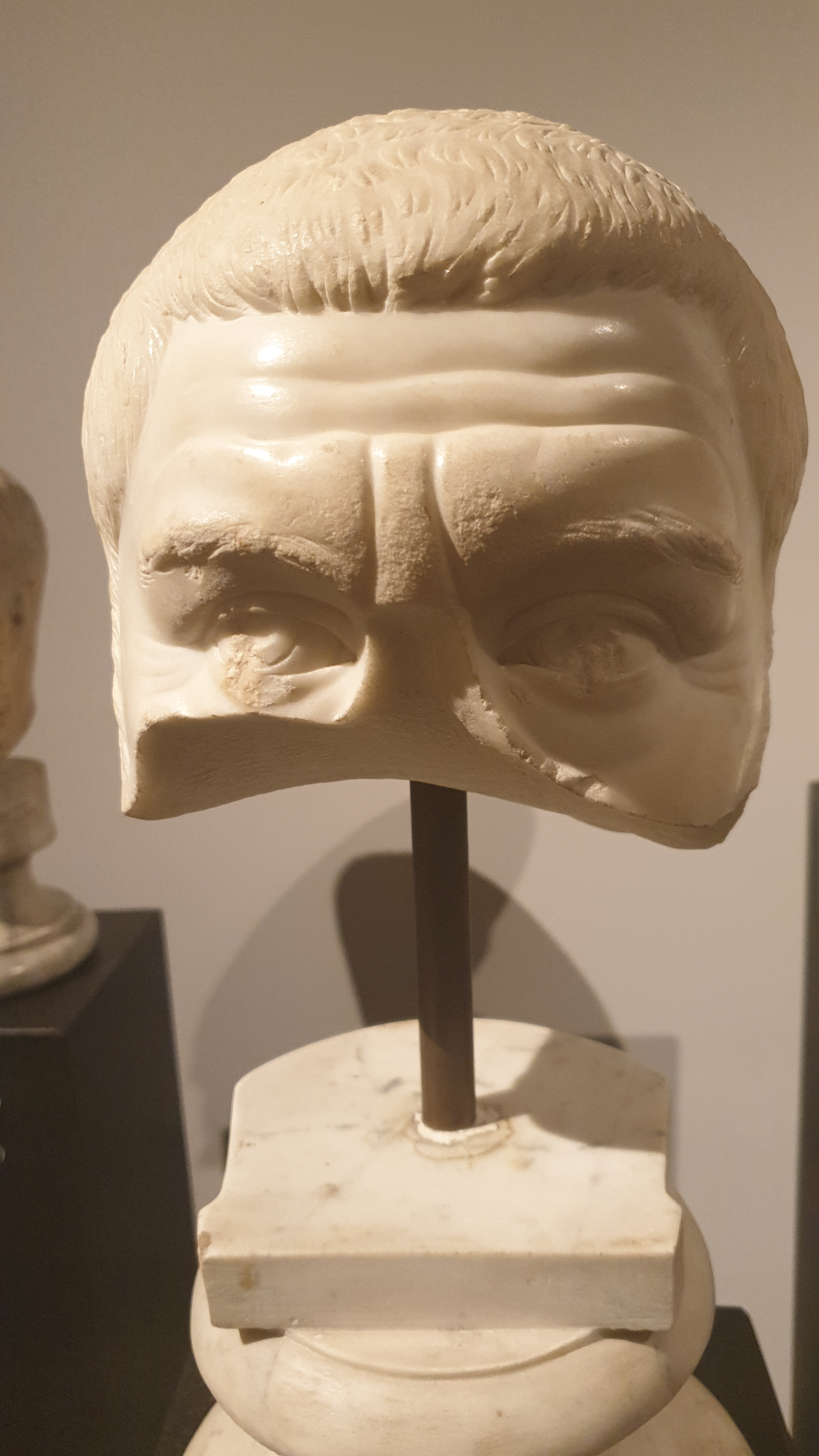
Versie in het Museo Nazionale Romano
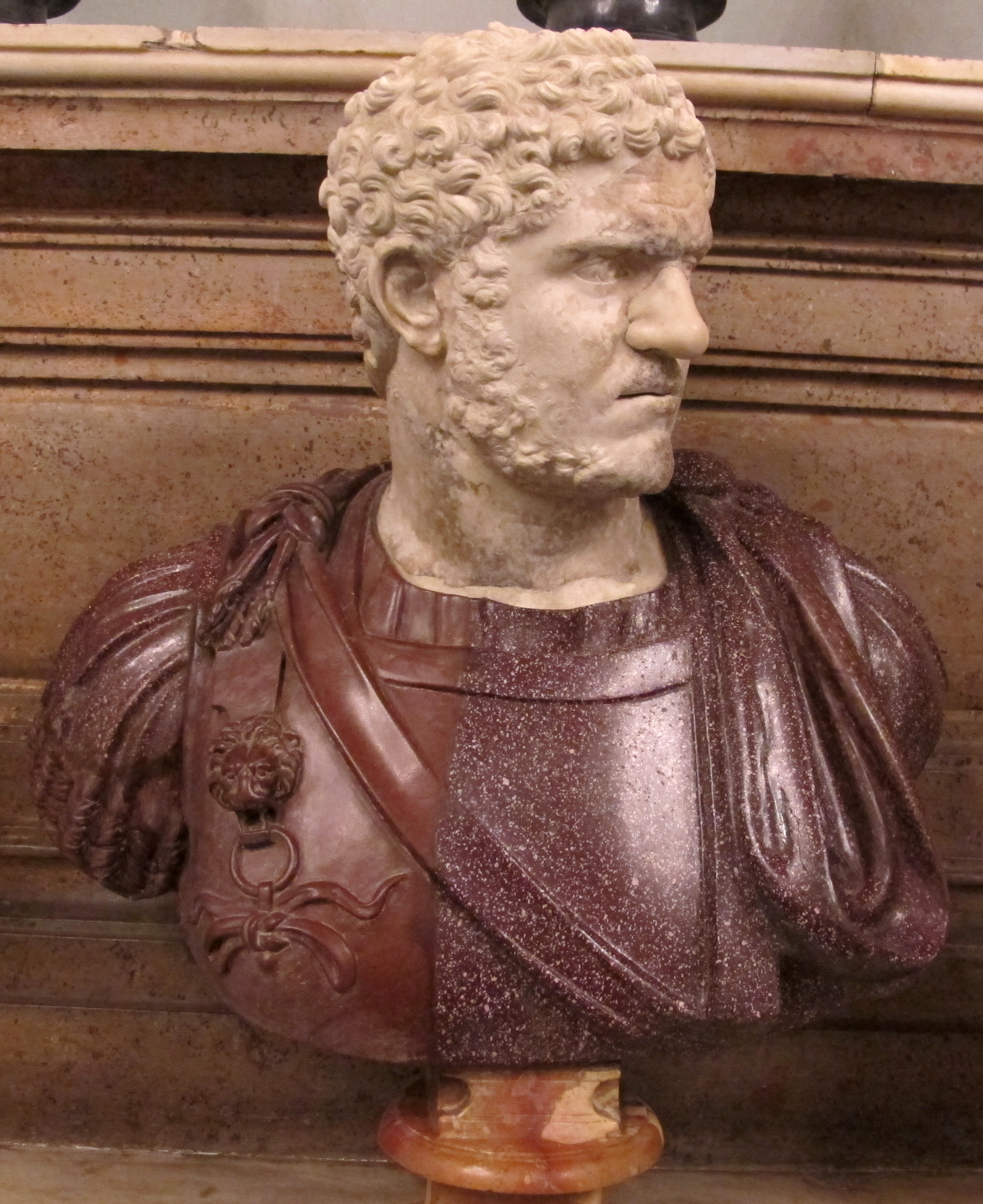
Buste van Caracalla